# Osiedle Przyjaźni (Kędzierzyn-Koźle)
Osiedle Przyjaźni – jedno z 16 osiedli administracyjnych miasta Kędzierzyna-Koźla. Siedziba Rady Osiedla znajduje się przy ulicy Szkolnej 3. Przewodniczącym Zarządu Osiedla (2023) jest Bolesław Łoziński.
Leży we wschodniej części miasta.